# Liste der Kulturdenkmale in Bröthen/Michalken
In der Liste der Kulturdenkmale in Bröthen/Michalken sind die Kulturdenkmale des Ortsteils Bröthen/Michalken der sächsischen Stadt Hoyerswerda verzeichnet, die bis August 2017 vom Landesamt für Denkmalpflege Sachsen erfasst wurden (ohne archäologische Kulturdenkmale). Die Anmerkungen sind zu beachten.
Das 1401 erstmals als Pritthun erwähnte und zur Standesherrschaft Hoyerswerda gehörige Bröthen war nach Hoyerswerda gepfarrt und wurde 1993 der Stadt eingemeindet. Da im Bereich der Gemeinde viele Tonvorkommen sind, entstanden immer mehr und modernere Ziegeleien. In den Jahren von 1732 bis 1903 kam es zu 12 Bränden. So ist das Dorf zwar in der Struktur als Straßendorf mit gewannähnlicher Streifenflur und beidseitig der Straße erbauten Höfen authentisch überkommen, doch sind die einzelnen Bauten oft jünger. Die ein- oder zweigeschossigen Wohnhäuser und die eingeschossigen Nebengebäude (Auszugshäuser) weisen meist mit dem Giebel zur Straße und grenzen mit der hinten liegenden Scheune und der vorderen Hofemauer einen Hof ein, wobei die Bauten fast immer aneinandergebaut sind. Oft befindet sich hinten im Grundstück eine weitere Scheune. Als Baumaterial diente Backstein, der unverputzt blieb.

## Liste der Kulturdenkmale in Bröthen/Michalken
| Bild           | Bezeichnung                                                                                            | Lage                                                                       | Datierung                                          | Beschreibung | ID       |
| -------------- | --- | -------------------------------------------------------------------------- | -------------------------------------------------- | --- | -------- |
|                | Steinkreuz                                                                                             | (östlich des Ortes, verlängerter Schäferweg, Weg nach Hoyerswerda) (Karte) | 15.–17. Jahrhundert                                | Die Sage berichtet, dass an dieser Stelle ein Raubmord erfolgte, bei dem der Mörder drei Pfennige erbeutete. Das Kreuz wurde einmal zerschlagen und wieder zusammengesetzt. Es legt Zeugnis von einer sehr alten Tradition ab, bei der mit einem Stein oder einem Kreuz an ein trauriges Ereignis gemahnt wird. Es ist auch Zeuge mittelalterlicher Rechtsprechung. Deshalb ist es geschichtlich und ortsgeschichtlich von Bedeutung. | 08975799 |
| Weitere Bilder | Wasserturm am Adler mit Teilen der ursprünglichen technischen Ausstattung                              | Am Wasserturm 1 (Karte)                                                    | 1914/1915                                          | Qualitätvoll gestaltetes, landschaftsbildprägendes Turmbauwerk, technikgeschichtlich und ortsgeschichtlich von Bedeutung, Behälter nicht mehr vorhanden, Teile der technischen Ausstattung im Erdgeschoss (Pumpe mit Elektromotor, Rohrleitungen) erhalten | 08975768 |
|                | Ateliergebäude einer Ziegelei und seitliche Mauer mit Pforte                                           | Dresdener Straße 100 (Karte)                                               | 1920er Jahre                                       | Da im Bereich der einstigen Gemeinde Bröthen/Michalken viele Tonvorkommen sind, entstanden Ziegeleien – zuerst kleine Öfen, später Ringbrennöfen. Das Meßtischblatt von 1937 weist entlang der Hauptstraße vier Ziegeleien auf: Als östlichste die Weistsche Ziegelei südlich der Hauptstraße, die zu Michalken gezählt wurde, (eine weitere Ziegelei unmittelbar westlich daneben war sicher in die Weistsche eingegangen), dann nach Westen die Ziegelei Einigkeit nördlich der Hauptstraße und gegenüber südlich der Hauptstraße die Lorenzsche Ziegelei und ganz westlich und ebenfalls nördlich der Hauptstraße die Ziegelei Stegmann. Das unter Schutz stehende Ateliergebäude einer Ziegelei mit seitlicher Mauer mit Pforte, alles in Klinker mit anspruchsvollster Art-déco-Gestaltung, gehört zur Weistschen Ziegelei und wurde also Michalken zugerechnet. Das Ateliergebäude ist von der Kubatur schlicht – über einfachem rechteckigem Grundriss erhebt sich der Bau mit nur einem, etwas höheren Geschoss und Satteldach. Dieses Satteldach ist nach hinten abgeschleppt, und zwar so, dass es einen Knick zu einer flacheren Neigung macht. Die vordere Langseite ist mit einem großen Atelierfenster geöffnet. An der Rückseite findet sich nur ein kleines Fenster. Die eine Giebelseite weist eine Tür auf, die mit spitzem Bogen und einer kunstvollen Klinkerfassung sowie einem nicht minder kunstvollen Türblatt in einem gotisch inspirierten Art-déco-Stil gestaltet ist. An der anderen Giebelseite läuft wahrscheinlich der Eingang in die Fabrik vorbei. Hier ist die Vorderwand des Hauses ausgezogen, wobei in dem Auszug ein prächtiges Portal ist, und es folgt ein Vorsprung, möglicherweise ein Pförtnerhäuschen. Der Bau ist künstlerisch überaus selten und bedeutsam. Dahinter treten ortsgeschichtliche und wirtschaftsgeschichtliche Bedeutung zurück. | 08975737 |
|                | Schrankenwärterhaus und Nebengebäude (Schuppen)                                                        | Flugplatzstraße 54 (Karte)                                                 | Um 1900                                            | Am 1. Juni 1874 wurde die Eisenbahnstrecke Falkenberg – Hoyerswerda – Kohlfurt (heute Wegliniec/Polen) in Betrieb genommen. Schrankenwärterhaus und Nebengebäude (Schuppen) wurden wohl gleichzeitig nördlich von Bröthen und westlich von Hoyerswerda erbaut. Das Wohnhaus ist über kleinem rechteckigem Grundriss zweigeschossig mit Drempelgeschoss. Es besitzt ein weit überstehendes flaches Satteldach. Der Schuppen ist ebenfalls zweigeschossig. Unten war ein kleiner Stall, oben Speicher für Heu und Stroh. So konnte sich der Schrankenwärter durch Kleintierhaltung seine Existenz verbessern. Es handelt sich um zeittypische Bauten, wie sie die Bahn fast immer in Backstein errichtete. Deshalb ist das Anwesen eisenbahngeschichtlich und baugeschichtlich von Bedeutung | 08975755 |
|                | Spritzenhaus von Bröthen                                                                               | Hauptstraße 10 (neben) (Karte)                                             | Um 1900                                            | Wie üblich wurde im späten 19. Jahrhundert auch in Bröthen ein neues Spritzenhaus für die Handdruckspritze gebaut. Es befindet sich weit südlich im Ort. Als Material diente wie bei den Wohnhäusern hart gebrannter Ziegel. Das mit Gesprenge versehene Satteldach steht weit über. Dabei weist der Giebel mit dem Segmentbogen-Tor zur Straße. Das Haus ist authentisch erhalten, das Dach neu mit Biberschwanzziegeln eingedeckt, wobei jedoch leider auch Ortgangsteine zum Einsatz kamen. Das Spritzenhaus besitzt einen baugeschichtlichen, einen feuerwehrgeschichtlichen und einen ortsgeschichtlichen Wert. | 08975767 |
|                | Denkmal für die Gefallenen des Ersten Weltkriegs von Bröthen                                           | Hauptstraße 16 (vor) (Karte)                                               | Nach 1918                                          | Wie üblich wurde nach dem Ersten Weltkrieg auch in Bröthen ein Denkmal für die Gefallenen des Ersten Weltkriegs errichtet. Es handelt sich dabei um einen abgestuften Sockel, eine sich nach oben verjüngende Basis mit Aufschrift „In dankbarer Erinnerung gewidmet von der Gemeinde Bröthen“ und einen großen, sich ebenfalls nach oben verjüngenden Stein mit einem Verzeichnis der Namen aller Gefallener, einem eisernen Kreuz und einem Relief mit Helm und Säbel. Das Kriegerdenkmal ist im Granit gefertigt und befindet sich am südlichen Ende der Dorfstraße, wo sie sich ausweitet. In neuester Zeit kamen flankierende Steinen mit den Namen der Opfer des Zweiten Weltkrieges dazu. Es besteht eine ortsgeschichtliche Bedeutung. | 08975765 |
|                | Scheune (westlicher Bau) eines Bauernhofs                                                              | Hauptstraße 19 (Karte)                                                     | 2. Hälfte 19. Jahrhundert                          | Der Abschluss des Bauernhofs zur Straße besteht in einem Nebengebäude mit Durchfahrt. Dieser Bau ist im Bild verändert, ebenso das Wohnhaus mit seinen vergrößerten Fenstern. Unter Schutz steht nur die hintere Scheune in Backstein. Diese ist Bestandteil eines in der Struktur nach wie vor unverändert erhaltenen Hofes. So treffen wir auf eine landschaftstypische Gestaltung mit baugeschichtlicher und regionalgeschichtlicher Bedeutung. Streichung Nebengebäude (südliches Nebengebäude) am 13. April 2011, da in seinem Denkmalwert zu stark beeinträchtigt. | 08975764 |
|                | Hofmauer (mit Torbogen und Pforte) und Scheune eines Bauernhofes                                       | Hauptstraße 22 (Karte)                                                     | 2. Hälfte 19. Jahrhundert                          | Das zweigeschossige Wohnhaus ist durch den Einbau vergrößerter Fenster im Bild gestört, allerdings wie das eingeschossige parallele Nebengebäude in Mauern und Dach unverändert erhalten. Unter Schutz stehen nur die hintere Scheune, die im Gegensatz zu den anderen Bauten unverputzt und backsteinsichtig blieb, und die Hofmauer mit großem Korbbogen der Einfahrt und kleinerem Bogen für die Personen. Scheune und Hofmauer sind Bestandteil eines in der Struktur nach wie vor unverändert erhaltenen Hofes. So treffen wir auf eine landschaftstypische Gestaltung mit baugeschichtlicher und regionalgeschichtlicher Bedeutung. | 08975763 |
| Weitere Bilder | Mühlentechnik einer Wassermühle                                                                        | Hauptstraße 27 (Karte)                                                     | 19./20. Jahrhundert (Mühlentechnik); 1874 (Mühle)  | Es handelt sich um die Wassermühle von Bröthen. Sie befindet sich im nördlichen Teil des Dorfes westlich hinter den Höfen, die die Straße säumen. Wohl weil der Mühlbach (oft oder immer) zu wenig Wasser führte, wird sein Wasser unmittelbar hinter der Mühle in einem Teich gestaut. Die heute bestehenden Gebäude der Mühle sind wohl teilweise erst 1874 errichtet. Sie sind weitgehend unverändert erhalten. Unter Schutz steht allerdings nur die komplett erhaltene historische technische Ausstattung der Mühle, darunter das Mahlwerk. Das Wasser treibt ein oberschlächtiges Wasserrad mit einem Durchmesser von 4,7 Metern an. Bis in die 1950er Jahre wurde so Getreide gemahlen. Es besteht eine hohe technikgeschichtliche Bedeutung. | 08975757 |
|                | Scheune (östlicher Bau) eines Bauernhofes                                                              | Hauptstraße 41 (Karte)                                                     | Vor 1900                                           | Wohnhaus und Nebengebäude – beide eingeschossig – sind durch den Einbau vergrößerter Fenster im Bild gestört. Unter Schutz steht so nur die ganz hinten im Grundstück befindliche Scheune, die im Gegensatz zu den anderen Bauten unverputzt und backsteinsichtig blieb. Diese Scheune ist Bestandteil eines in der Struktur nach wie vor unverändert erhaltenen Hofes. In ihr treffen wir eine landschaftstypische Gestaltung mit baugeschichtlicher und regionalgeschichtlicher Bedeutung. | 08975762 |
|                | Feldscheune eines Bauernhofes                                                                          | Hauptstraße 42 (Karte)                                                     | Vor 1900                                           | Wohnhaus und Nebengebäude – beide eingeschossig – sind durch den Einbau vergrößerter Fenster im Bild gestört. Unter Schutz steht so nur die ganz hinten im Grundstück befindliche Scheune, die im Gegensatz zu den anderen Bauten unverputzt und backsteinsichtig blieb. Diese Scheune ist Bestandteil eines in der Struktur nach wie vor unverändert erhaltenen Hofes. In ihr treffen wir eine landschaftstypische Gestaltung mit baugeschichtlicher und regionalgeschichtlicher Bedeutung. | 08975761 |
|                | Bauernhof mit Wohnstallhaus, Torhaus (mit Oberlaubengang), Seitengebäude und Scheune sowie Feldscheune | Hauptstraße 44 (Karte)                                                     | Ende 19. Jahrhundert (Bauernhaus); 1824? (Torhaus) | Der völlig unveränderte Bauernhof steht vollständig unter Schutz. Zur Straße weisen der Giebel des Wohnstallhauses und das Torhaus mit Durchfahrt. Das Wohnstallhaus ist zweigeschossig und in unverputztem Backstein errichtet. Das Torhaus stellt sich nach außen als verputzter Massivbau dar. Nach Innen jedoch besteht sein Obergeschoss in Fachwerk mit Oberlaube. Das südliche Seitengebäude zeichnet sich durch mehrere Eingänge mit Segmentbögen in Ställe aus. Die den Hof abschließende Scheune ist massiv und verputzt. Baugeschichtlich am bemerkenswertesten ist neben dem Torhaus mit Oberlaube die im hinteren Grundstück befindliche Scheune in Fachwerk mit Umschrot. Wir finden hier einen authentisch erhaltenen Hof mit landschaftstypischer Gestaltung vor. Das betrifft sowohl seine Form und Funktion als auch das Baumaterial. Dabei sind zwei Bauten noch in der älteren Fachwerkbauweise ausgeführt, die ansonsten oft den Bränden zum Opfer fiel. Der Hof hat eine baugeschichtliche und eine regionalgeschichtlicher Bedeutung. | 08975758 |
|                | Gasthaus „Drei Linden“                                                                                 | Hauptstraße 46 (Karte)                                                     | Um 1850                                            | Das Gasthaus befindet sich in der Mitte des Dorfes und ist ringsum von Straßen eingegrenzt. Die anderen Bauten auf dieser „Insel“ gehörten sicher auch zum Anwesen. Ein Gasthof kann aber erst später entstanden sein, da Schenk/Zürner weder Gasthof noch Schenke vermerken. Bei dem unter Schutz stehenden Teil handelt es sich um einen eingeschossigen Bau mit Satteldach, der rechts mit einem sich nach hinten ins Grundstück entwickelnden Nebengebäude verbunden ist. Die Fassadengestaltung ist vornehm-spätklassizistisch mit dicht gereihten, recht hohen Fenstern mit geraden Bedachungen. Eine Bedachung weist auch der in der vorletzten Achse von rechts angeordnete Eingang mit kleiner Freitreppe auf. Die Tür ist noch die originale mit Oberlicht und zwei Flügeln. Ein weiterer Eingang ist in der ganz linken Achse untergebracht. Hier befand sich ein hölzernes Vorhäuschen, welches leider nach 2001 abgebrochen wurde. Über der dritten und vierten Achse befindet sich ein zweiachsiges massives Dachhäuschen, dessen Satteldach in das Hauptdach einbindet. Die rückwärtige Hofseite des Gasthauses ist (nicht zuletzt durch den Abriss alter Anbauten) stark verändert. Trotzdem hat das Gasthaus eine baugeschichtliche und eine regionalgeschichtlicher Bedeutung. | 08975759 |
|                | Transformatorenturmstation                                                                             | Hauptstraße 55 (neben) (Karte)                                             | Um 1915                                            | Es handelt sich um eine von ursprünglich zwei Transformatorenstationen des Dorfes, welche aus der Anfangszeit der Elektrifizierung Bröthens, also vermutlich aus der Zeit um 1915 stammen. Die vorliegende Trafostation ist, ihrer Funktion als Bindeglied zwischen den Freileitungen unterschiedlicher Spannungsnetze entsprechend, als Turm mit kleiner quadratischer Grundfläche ausgebildet. Als Material für Wände und Gestaltung diente, ganz regionaltypisch, hart gebrannter Ziegel. Über fast zwei Drittel der Höhe gibt es einen Sockelbau mit Ecklisenen und abschließendem Gurtgesims und darüber einen etwas eingezogenen Teil, der mit leicht auskragenden Ziegeln an den Ecken und einem nunmehr wesentlich feinerem Gurtgesims gestaltet ist. Darüber folgen glatte Wand und ein steiles Satteldach. Der Trafoturm ist ortsgeschichtlich und technikgeschichtlich von Bedeutung. Er zeugt in seiner baulichen Ausformung von der Elektrifizierung Bröthens. Turmstation in der alten Ortslage Bröthen, schlanker Turmbau mit steilem Satteldach aus hellem Backstein, Fassade im unteren Teil des Turmes gegliedert durch Ecklisenen, mit Gurtgesims aus dunklerem Klinker abschließend, darüber Akzentuierung der Turmecken mit durchbrochenen Mauerbändern, ein umlaufendes Mauerband bildet den Abschluss der Fassadengestaltung Turmstation, Transformation von Mittel- in Niederspannung zur Verteilung der elektrischen Energie im Ortsnetz mittels Freileitungen. | 08975766 |
|                | Seitengebäude (Auszugshaus) eines Bauernhofes                                                          | Schäferweg 6 (Karte)                                                       | 2. Hälfte 19. Jahrhundert                          | Typischer Backsteinbau in gutem Originalzustand, zweigeschossig mit Krüppelwalmdach, schönes Gurtgesims. Fenster mit gemauerten Stürzen. Haus und Hof sind typische, authentisch erhaltene Zeugen der regionalen Bauweise, baugeschichtlich von Bedeutung. | 08975760 |

### Streichungen von der Denkmalliste
| Bild                                    | Bezeichnung                               | Lage                                  | Datierung | Beschreibung | ID                       |
| --------------------------------------- | ----------------------------------------- | ------------------------------------- | --------- | --- | ------------------------ |
| Direkt Bild zu diesem Denkmal hochladen | Schulgebäude                              | Feuerwehrstraße 20 (Karte)            | Um 1912   | Putzbau mit Mansarddächern und Fledermausgaupen, Giebel in Fachwerk, Heimatstil, ortsgeschichtlich von Bedeutung; nach 2014 von der Denkmalliste gestrichen | 08975756                 |
|                                         | Gedenkstätte für die Opfer der Weltkriege | Neue Straße, auf dem Friedhof (Karte) |           | | Wikidata-Objekt anzeigen |

## Tabellenlegende
- Bild: Bild des Kulturdenkmals, ggf. zusätzlich mit einem Link zu weiteren Fotos des Kulturdenkmals im Medienarchiv Wikimedia Commons. Wenn man auf das Kamerasymbol klickt, können Fotos zu Kulturdenkmalen aus dieser Liste hochgeladen werden:
- Bezeichnung: Denkmalgeschützte Objekte und ggf. Bauwerksname des Kulturdenkmals
- Lage: Straßenname und Hausnummer oder Flurstücknummer des Kulturdenkmals. Die Grundsortierung der Liste erfolgt nach dieser Adresse. Der Link (Karte) führt zu verschiedenen Kartendiensten mit der Position des Kulturdenkmals. Fehlt dieser Link, wurden die Koordinaten noch nicht eingetragen. Sind diese bekannt, können sie über ein Tool mit einer Kartenansicht einfach nachgetragen werden. In dieser Kartenansicht sind Kulturdenkmale ohne Koordinaten mit einem roten bzw. orangen Marker dargestellt und können durch Verschieben auf die richtige Position in der Karte mit Koordinaten versehen werden. Kulturdenkmale ohne Bild sind an einem blauen bzw. roten Marker erkennbar.
- Datierung: Baubeginn, Fertigstellung, Datum der Erstnennung oder grobe zeitliche Einordnung entsprechend des Eintrags in der sächsischen Denkmaldatenbank
- Beschreibung: Kurzcharakteristik des Kulturdenkmals entsprechend des Eintrags in der sächsischen Denkmaldatenbank, ggf. ergänzt durch die dort nur selten veröffentlichten Erfassungstexte oder zusätzliche Informationen
- ID: Vom Landesamt für Denkmalpflege Sachsen vergebene, das Kulturdenkmal eindeutig identifizierende Objekt-Nummer. Der Link führt zum PDF-Denkmaldokument des Landesamtes für Denkmalpflege Sachsen. Bei ehemaligen Kulturdenkmalen können die Objektnummern unbekannt sein und deshalb fehlen bzw. die Links von aus der Datenbank entfernten Objektnummern ins Leere führen. Ein ggf. vorhandenes Icon  führt zu den Angaben des Kulturdenkmals bei Wikidata.

## Ausführliche Denkmaltexte
1. ↑  Wasserturm:

Erste Pläne zum Aufbau einer kommunalen Wasserversorgung in Hoyerswerda stammen aus dem Jahr 1892. Das zunächst unter Ausnutzung des natürlichen Gefälles angelegte Versorgungssystem bestand aus einem Brunnen, einem 1897 errichteten Hochbehälter und einer Wasserleitung zu mehreren Zapfstellen im Stadtgebiet. Später wurden auch Grundstücke direkt angeschlossen. Aufgrund von Versorgungslücken v. a. in den Sommermonaten kam es ab 1909 zu Erkundungsmaßnahmen in dem Gebiet um Bröthen und Neida südwestlich von Hoyerswerda. Nach erfolgversprechenden Dauerpumpversuchen im darauffolgenden Jahr wurde dort zunächst eine provisorische Wasserpumpanlage eingerichtet, bevor ab 1913 nach Abschluss der Grundstücksankäufe mit der Errichtung des eigentlichen Wasserwerks in Neida begonnen werden konnte. Zu dem 1915 fertiggestellten Komplex gehörten die Pumpwerksanlage, das Saugleitungsnetz, eine Enteisenungsanlage, ein Wasserturm sowie eine Dienstwohnung für den Werksmeister (erster Maschinen- und späterer Werksmeister war Bruno Vogt). Die Pumpanlage bestand aus zwei mit Hilfe von Gasmotoren angetriebenen Zentrifugalpumpen, die im Wechsel betrieben wurden und täglich über 300 m³ Wasser förderten. Ein Elektromotor konnte die Gasmotoren kurzfristig ersetzen. Der Wasserturm mit seinem 250 m³ Wasser fassenden Behälter diente zur Zwischenspeicherung des geförderten Wassers und sorgte für einen gleichmäßigen Wasserdruck in der 175 mm starken Hauptleitung nach Hoyerswerda. Pläne zur Erweiterung des Wasserwerks, die mit dem Absinken des örtlichen Wasserspiegels in den 1930er-Jahren entwickelt wurden, kamen aufgrund des Zweiten Weltkriegs nicht mehr zur Ausführung. 1950 wurde die städtische Wasserversorgung mit der Niederlausitzer Wasserwerksgesellschaft zum Wasserversorgungsverband Lausitz (ab 1952 VEB Wasserwirtschaft Oberelbe, Betriebsstelle Lausitz, ab 1958 VEB Fernwasserversorgung Lausitz) zusammengeführt und das Neidaer Wasserwerk in das größere Versorgungsnetz eingebunden. Nachdem sich bereits in den 1940er-Jahren Typhusvorfälle vermutlich durch verschmutztes Wasser häuften, wurden das Wasserwerk und damit auch der bis heute erhaltene Wasserturm schließlich 1951 stillgelegt. Ein 1952 in Betrieb genommene Wasserwerk in Groß Zeißig versorgte nunmehr die Stadt Hoyerswerda und die Umgebung mit Trinkwasser.

Der Wasserturm, ein sich nach oben hin verjüngender, massiver Turmschaft mit einem nur leicht auskragenden Behältergeschoss und einem spitzen Zeltdach, ist bis heute erhalten geblieben und wurde im Jahr 2000 für den Restaurantbetrieb umgebaut. Heute dient er zu Veranstaltungszwecken. Seine Gestaltung entsprach vermutlich den Forderungen der Heimatschutzbewegung und verbarg seine technische Funktion hinter einer sich in die Umgebung einfügenden Kubatur. Der überwiegend verputzte Turmschaft aus Ziegelmauerwerk weist ein Klinkerportal mit Kämpfern und Schlussstein aus Werkstein auf. Die Wappenkartusche über letzterem – in Silber auf grünen Hügeln drei grüne Eichbäume mit Blättern und Früchten – verweist auf den Bauherren des Wasserwerks, die Stadt Hoyerswerda. Auf einer mehrfach gestaffelten Auskragung sitzt das große Behältergeschoss aus überwiegend unverputztem Klinker auf, das optisch durch ein umlaufendes Klinkerband in zwei Ebenen geteilt wird. Während die untere schmale Klinker-Rundbögen aufweist, die jeweils eingetiefte und verputzte Mauerwerksbereiche umfassen, wird die obere Ebene von acht kreisrunden, ebenfalls mit Klinker eingefassten Mauerwerksnischen geprägt. Die zur gestalterischen Akzentuierung des Klinkermauerwerks ausgeputzten Nischen wurden im Zuge der Umnutzung als Restaurant mit „Turmzimmer“ teils zum Einbau von Rundbogen- bzw. Rundfenstern geöffnet. Im Inneren des Behältergeschosses befand sich ursprünglich der Hochbehälter (möglicherweise vom Typ eines Hängebodenbehälters), der von einer weiterhin offen liegenden, genieteten Eisenkonstruktion getragen wurde. Von dem zur Befüllung des Behälters mit und zur Entnahme von Wasser notwendigen Anlagen blieben nur wenige Teile erhalten, so etwa eine Kolbenpumpe mit Elektromotor von Siemens & Halske sowie Teile der Rohrleitungen mit zugehörigen Absperrventilen im Erdgeschoss des Wasserturms. Abgeschlossen wird der Wasserturm von einem oktogonalen Zeltdach über einem eisernen Dachtragwerk, das vier flache Schleppgauben aufweist.

Trotz des nach nur wenigen Jahrzehnten eintretenden Funktionsverlustes des ehemaligen Wasserturms und des damit einhergehenden, überwiegenden Verlustes seiner technischen Ausstattung bleibt der Funktionsbau weiterhin ein Zeugnis für die verhältnismäßig späte Entwicklung der kommunalen Wasserversorgung Hoyerswerdas. Er ist damit von technik- sowie orts- und sozialgeschichtlicher Bedeutung. Darüber hinaus ist das Turmbauwerk aufgrund seiner Lage, Größe und Gestaltung eine orts- und landschaftsbildprägend.